# スターポリス
スターポリス株式会社（Star Police Inc.）は、日本のマネジメント事務所。代表は元川崎フロンターレ、CASCAVEL（現ペスカドーラ町田）選手の林善徹。
林善のブラジル留学時代にチームメイトであった元ブラジル代表エジミウソンを始め、カカら海外サッカー選手の日本国内におけるマネジメントを主たる業務としている。

## マネジメント
※2014年1月11日現在

### スポーツ
- カカ
- エジミウソン
- デコ
- ファルカン
- 小島秀仁
- 鈴木啓太（業務提携）
- 甲斐修侍
- 市原誉昭
- 長島☆自演乙☆雄一郎
- 土屋修平